# Miguel Montero Muela
Miguel Montero Muela (Barcelona, 11 de enero de 1951) es un orfebre y escritor español. Como orfebre destaca su realización de la pantalla de gemas que envuelve el sagrario de la iglesia de Santa María del Mar de Barcelona, visible en su cripta. Su obra literaria la forman cuatro novelas y un libro de cuentos infantiles.

## Biografía
Miguel Montero nace en Barcelona, el 11 de enero de 1951, hijo mayor de dos hermanos y miembro de una familia de emigrantes andaluces. Hasta los quince años vive en el Castillo de las Cuatro Torres, en el barrio del Campo de la Bota, para seguidamente trasladarse con su familia al pueblo de San Baudilio de Llobregat, donde reside con su mujer y sus dos hijos. A los catorce años entra como aprendiz en la reconocida orfebrería de Josep Maria Esquerra, en Barcelona, y ejerce estudios de arte en la Escuela Massana. Descubre el deseo de saber y conocer la condición humana, y lo hace de forma autodidacta, siendo un lector empedernido de los autores clásicos, entre los que destacan Borges y Kafka.
En 1973 conoce a la que será su mujer, Mª Asunción Muñoz, y entra en contacto en las vacaciones estivales con el pequeño pueblo natal de ella, Zarza Capilla. Sus gentes, sus paisajes y sus tradiciones son fuente de inspiración de sus novelas, sobre todo en Un fuerte olor a jara, El buscador del silencio y, especialmente, Pan del pueblo.
En agosto de 1997, llevado por la lectura y su estancia en Zarza Capilla, inicia su andadura literaria y escribe su primera novela, Un fuerte olor a jara (1999).
Escribe e ilustra Cuentos samboianos, unos cuentos para niños y niñas de contenido divertido y moralista en el año 2000.
Después llegarían a las librerías sus otras dos novelas, El buscador del silencio (2004) y Claroscuros (2009). Y en diciembre de 2011, Pan del pueblo.
Miembro activo social y culturalmente tanto en Zarza Capilla como en San Baudilio, participa en todo tipo de actos de las respectivas poblaciones. En el año de 2010 presenta en San Baudilio de Llobregat el libro de poesía Xarnegos – Charnegos, obra de talante conciliador, y con ánimo de proyectar dentro y fuera de Cataluña la obra de catorce poetas que apuestan por el bilingüismo.

## Interpretación de su obra
Es Miguel Montero un autor tardío, pues no es hasta los cuarenta y ocho años cuando se aventura en el mundo de la literatura, y lo hace con la inestimable ayuda que da la experiencia de la vida y la lectura incesante. Sus novelas son el reflejo de su curiosidad por conocer las dos realidades del ser humano: la interior (pensamientos, emociones, deseos y sentimientos) y la exterior, captada a través de los sentidos e interpretada por la mente. Los personajes de sus relatos van directos a preguntarse sobre los oscuros e inciertos caminos de la vida, y si esta vale la pena o no ser vivida. Al final siempre surge la confianza y la esperanza en el amor y la amistad entre los hombres.

### Un fuerte olor a jara
La novela describe la lucha de un hombre, un científico, que regresa a su pueblo, contra las creencias oscuras de la religión y el poder callado pero férreo del alcalde y el cura, en el contexto de la cultura y tradición de un tiempo no muy lejano.

### Cuentos samboianos
Una campana, el sol y una grúa, son los protagonistas de estos cuentos infantiles, junto a “La ermita de San Ramón”, cuento escrito por su hijo Ismael. Las cosas bien hechas, con amor, la importancia del sol incansable en darnos su luz, el deseo alegre de ver el mar y cómo la unión entre todos nos hace más fuertes, son los ejemplos que se traslucen en tono divertido e infantil. Es también ilustrador de los cuentos.

### El buscador del silencio
En esta narración el autor se arriesga buscando un mundo místico, idílico y transformador, a través de profundizar sobre el silencio en todas sus facetas. La mezcla de dos tiempos históricos (las cruzadas y nuestros días) y la de dos personajes (Máximo Único y Carlos Garrido) serán el camino para transitar hacia la deseada transcendencia del hombre. A destacar el personaje de Fernando, un inspector ciego, que será el que ponga la razón y la justicia entre tanta pasión sin límite.

### Claroscuros
A través de unas memorias de un famoso cantante de “Lieders”, se suscita un encuentro sincero sobre el sentido de la vida. La clara reivindicación de los enfermos mentales, la música y los recuerdos de la infancia forman un hermoso trípode desde donde partir al conocimiento de la condición humana.

### Pan del pueblo
Claro homenaje a las personas mayores que viven solas en los pequeños pueblos de España y que luchan por la supervivencia de estos. En la novela se resalta la cultura, la tradición y los ritos de estos pueblos y el contraste con la visión de un joven periodista que llega en busca de la paz y del encuentro consigo mismo.

## Narrativa publicada
- Un fuerte olor a jara, 1999
- Cuentos samboianos, 2000
- El buscador del silencio, 2004
- Claroscuros, 2009
- Pan del pueblo, 2011

- Datos: Q6014777